# 社会事实
社会事实（英語：social facts），是种社会学概念，由涂爾幹(1895)作为社会学的特殊研究对象而提出的。“一切行为方式，不论它是固定的，还是不固定的，凡是能从外部给予个人以约束的，或者换一句话说，普遍存在于该社会各处并具有固有存在的，不管其在个人身上的表现如何，都叫做社会事实。”简单地说，社会事实就是外在于个人，却能制约个人行为社会现象。社会事实，区别于个体事实，它以社会为基础和承担者。
社会事实具有如下特征：
1. 客观性：社会事实对于个人来说是外在的，具有客观性。
2. 强制性：社会事实“具有一种必须服从的，带有强制性的力量，他们凭着这种力量强加于人，而不管个人是否愿意接受。”
3. 普遍性：“它之所以是普遍的，是因为它是集体的。”也就是说，构成社会事实的现象是社会全体成员或相当数量的成员共有的普遍特征。

社会事实被涂爾幹认为是确定其实证社会学的科学地位的特定研究对象，那么它也就必然决定了社会学的研究方法，涂爾幹提出的社会学的方法论原则包括：
1. 对社会事实进行客观的研究，而“摆脱一切预断”。
2. 以社会事实解释社会事实。对社会事实的解释只能从其他社会事实中寻找，而不能到个人意识中去探求。
3. 对社会事实的完整解释必须包括因果分析和功能分析，且先研究原因，再进行功能分析。“当我们试图解释一种社会现象时，必须分别研究产生该现象的原因和它所具有的功能。”